# Liste der Baudenkmale in Göttingen/Baukulturensemble Innenstadt-Ostteil
In dieser Liste der Baudenkmale in Göttingen Baukulturensemble Innenstadt-Ostteil sind die denkmalgeschützten Bauten der niedersächsischen Stadt Göttingen im Baukulturensemble Innenstadt Göttingen mit dem Stand vom 19. August 2013 aufgelistet, die östlich der Nord-Süd-Achse Weender Straße und Kurze Straße liegen. Ausnahmen bilden die Baudenkmale der Stadtbefestigungen, d. h. der inneren Stadtmauer und des Walles, die aufgrund ihrer Zusammengehörigkeit in der Liste der Baudenkmale in Göttingen aufgeführt sind. Grundlage dieser Liste sind die Veröffentlichen zur Nachinventarisierung der Baudenkmäler der Göttinger Innenstadt.

## Baukulturensemble Innenstadt Göttingen

### Am Wochenmarkt
| Lage                                                                                    | Bezeichnung | Beschreibung                 | ID | Bild           |
| --------------------------------------------------------------------------------------- | ----------- | ---------------------------- | -- | -------------- |
| Am Wochenmarkt, Gebäude westlich Kurze-Geismar-Straße 27 51° 31′ 53″ N, 9° 56′ 15″ O    | Wohnhaus    | Geschützt nach § 3(3) NDSchG |    | BW             |
| Am Wochenmarkt, Gebäude westlich Kurze-Geismar-Straße 29 51° 31′ 53″ N, 9° 56′ 15″ O    | Wohnhaus    | Geschützt nach § 3(3) NDSchG |    | BW             |
| Am Wochenmarkt, Gebäude westlich Kurze-Geismar-Straße 31 51° 31′ 53″ N, 9° 56′ 15″ O    | Wohnhaus    | Geschützt nach § 3(3) NDSchG |    | BW             |
| Am Wochenmarkt, Gebäude südlich Lange-Geismar-Straße 53, 54 51° 31′ 53″ N, 9° 56′ 14″ O | Wohnhaus    | Geschützt nach § 3(3) NDSchG |    |                |
| Am Wochenmarkt 18 51° 31′ 53″ N, 9° 56′ 15″ O                                           | Wohnhaus    | Geschützt nach § 3(3) NDSchG |    | Weitere Bilder |

### Albanikirchhof
| Lage                                           | Bezeichnung                               | Beschreibung                               | ID | Bild           |
| ---------------------------------------------- | ----------------------------------------- | ------------------------------------------ | -- | -------------- |
| Albanikirchhof 51° 32′ 1″ N, 9° 56′ 29″ O      | Platz                                     | Geschützt nach § 3(3) NDSchG               |    | Weitere Bilder |
| Albanikirchhof 2 51° 32′ 1″ N, 9° 56′ 28″ O    | Kirche Sankt Albani                       | Geschützt nach § 3(2) Einzeldenkmal NDSchG |    | Weitere Bilder |
| Albanikirchhof 4 51° 31′ 59″ N, 9° 56′ 26″ O   | Wohn- und Geschäftshaus                   | Geschützt nach § 3(3) NDSchG               |    | Weitere Bilder |
| Albanikirchhof 5-6 51° 31′ 59″ N, 9° 56′ 26″ O | Wohn- und Geschäftshaus                   | Geschützt nach § 3(3) NDSchG               |    | Weitere Bilder |
| Albanikirchhof 7 51° 31′ 59″ N, 9° 56′ 27″ O   | Max-Planck-Gymnasium                      | Geschützt nach § 3(3) NDSchG               |    | Weitere Bilder |
| Albanikirchhof 8 51° 31′ 59″ N, 9° 56′ 28″ O   | Erweiterungsbau des Max-Planck-Gymnasiums | Geschützt nach § 3(3) NDSchG               |    | Weitere Bilder |
| Albanikirchhof 9 51° 32′ 0″ N, 9° 56′ 29″ O    | Wohnhaus                                  | Geschützt nach § 3(3) NDSchG               |    | Weitere Bilder |
| Albanikirchhof 10 51° 32′ 0″ N, 9° 56′ 30″ O   | Wohn- und Geschäftshaus                   | Geschützt nach § 3(3) NDSchG               |    | Weitere Bilder |
| Albanikirchhof 10 51° 31′ 59″ N, 9° 56′ 30″ O  | Rückgebäude                               | Geschützt nach § 3(3) NDSchG               |    | Weitere Bilder |

### Albaniplatz
| Lage                                     | Bezeichnung                          | Beschreibung                               | ID | Bild           |
| ---------------------------------------- | ------------------------------------ | ------------------------------------------ | -- | -------------- |
| Albaniplatz 1 51° 32′ 3″ N, 9° 56′ 27″ O | Albanischule                         | Geschützt nach § 3(2) Einzeldenkmal NDSchG |    | Weitere Bilder |
| Albaniplatz 51° 32′ 2″ N, 9° 56′ 27″ O   | Ehemalige Parochialschule St. Albani | Geschützt nach § 3(3) NDSchG               |    | Weitere Bilder |

### Barfüßerstraße
| Lage                                            | Bezeichnung                                        | Beschreibung                               | ID | Bild           |
| ----------------------------------------------- | -------------------------------------------------- | ------------------------------------------ | -- | -------------- |
| Barfüßerstraße 2 51° 32′ 2″ N, 9° 56′ 14″ O     | Wohn- und Geschäftshaus                            | Geschützt nach § 3(2) Einzeldenkmal NDSchG |    | Weitere Bilder |
| Barfüßerstraße 5 51° 32′ 1″ N, 9° 56′ 12″ O     | Wohn- und Geschäftshaus, sogenannte Junkernschänke | Geschützt nach § 3(2) Einzeldenkmal NDSchG |    | Weitere Bilder |
| Barfüßerstraße 5 51° 32′ 2″ N, 9° 56′ 12″ O     | Nördlicher Anbau                                   | Geschützt nach § 3(2) Einzeldenkmal NDSchG |    | Weitere Bilder |
| Barfüßerstraße 6 51° 32′ 1″ N, 9° 56′ 11″ O     | Wohn- und Geschäftshaus                            | Geschützt nach § 3(2) Einzeldenkmal NDSchG |    | Weitere Bilder |
| Barfüßerstraße 7 51° 32′ 1″ N, 9° 56′ 11″ O     | Wohn- und Geschäftshaus                            | Geschützt nach § 3(3) NDSchG               |    | Weitere Bilder |
| Barfüßerstraße 10 51° 32′ 0″ N, 9° 56′ 9″ O     | Wohn- und Geschäftshaus                            | Geschützt nach § 3(2) Einzeldenkmal NDSchG |    | Weitere Bilder |
| Barfüßerstraße 11 51° 32′ 0″ N, 9° 56′ 9″ O     | Wohn- und Geschäftshaus                            | Geschützt nach § 3(3) NDSchG               |    | Weitere Bilder |
| Barfüßerstraße 12 51° 32′ 0″ N, 9° 56′ 10″ O    | Wohn- und Geschäftshaus. sogenanntes Haus Börner   | Geschützt nach § 3(3) NDSchG               |    | Weitere Bilder |
| Barfüßerstraße 13 51° 32′ 0″ N, 9° 56′ 10″ O    | Wohn- und Geschäftshaus                            | Geschützt nach § 3(3) NDSchG               |    | Weitere Bilder |
| Barfüßerstraße 13a 51° 32′ 0″ N, 9° 56′ 11″ O   | Hinterhaus                                         | Geschützt nach § 3(3) NDSchG               |    |                |
| Barfüßerstraße 14 51° 32′ 0″ N, 9° 56′ 11″ O    | Wohn- und Geschäftshaus                            | Geschützt nach § 3(2) Einzeldenkmal NDSchG |    | Weitere Bilder |
| Barfüßerstraße 15 51° 32′ 0″ N, 9° 56′ 11″ O    | Wohn- und Geschäftshaus                            | Geschützt nach § 3(3) NDSchG               |    | Weitere Bilder |
| Barfüßerstraße 16/17 51° 32′ 0″ N, 9° 56′ 12″ O | Wohn- und Geschäftshaus                            | Geschützt nach § 3(3) NDSchG               |    | Weitere Bilder |
| Barfüßerstraße 18 51° 32′ 1″ N, 9° 56′ 13″ O    | Wohn- und Geschäftshaus                            | Geschützt nach § 3(3) NDSchG               |    | Weitere Bilder |
| Barfüßerstraße 19 51° 32′ 1″ N, 9° 56′ 14″ O    | Wohn- und Geschäftshaus                            | Geschützt nach § 3(3) NDSchG               |    | Weitere Bilder |

### Burgstraße
| Lage                                                                     | Bezeichnung             | Beschreibung                               | ID | Bild           |
| ------------------------------------------------------------------------ | ----------------------- | ------------------------------------------ | -- | -------------- |
| Burgstraße 1 51° 31′ 59″ N, 9° 56′ 20″ O                                 | Wohn- und Geschäftshaus | Geschützt nach § 3(2) Einzeldenkmal NDSchG |    | Weitere Bilder |
| Burgstraße 2 51° 32′ 0″ N, 9° 56′ 20″ O                                  | Wohn- und Geschäftshaus | Geschützt nach § 3(2) Einzeldenkmal NDSchG |    | Weitere Bilder |
| Burgstraße 3 51° 32′ 0″ N, 9° 56′ 20″ O                                  | Wohn- und Geschäftshaus | Geschützt nach § 3(3) NDSchG               |    | Weitere Bilder |
| Burgstraße 17,Gebäude an der Burgstraße 51° 32′ 3″ N, 9° 56′ 19″ O       | Wohnhaus                | Geschützt nach § 3(3) NDSchG               |    | Weitere Bilder |
| Burgstraße 17, Gebäude an der Friedrichstraße 51° 32′ 3″ N, 9° 56′ 19″ O | Wohnhaus                | Geschützt nach § 3(3) NDSchG               |    | Weitere Bilder |
| Burgstraße 18 51° 32′ 3″ N, 9° 56′ 18″ O                                 | Wohnhaus                | Geschützt nach § 3(3) NDSchG               |    | Weitere Bilder |
| Burgstraße 19 51° 32′ 3″ N, 9° 56′ 18″ O                                 | Wohnhaus                | Geschützt nach § 3(3) NDSchG               |    | Weitere Bilder |
| Burgstraße 20 51° 32′ 4″ N, 9° 56′ 18″ O                                 | Wohnhaus                | Geschützt nach § 3(3) NDSchG               |    | Weitere Bilder |
| Burgstraße 21 51° 32′ 4″ N, 9° 56′ 18″ O                                 | Wohnhaus                | Geschützt nach § 3(3) NDSchG               |    | Weitere Bilder |
| Burgstraße 21 51° 32′ 4″ N, 9° 56′ 19″ O                                 | Hinterhaus              | Geschützt nach § 3(3) NDSchG               |    | Weitere Bilder |
| Burgstraße 22/23 51° 32′ 5″ N, 9° 56′ 18″ O                              | Wohn- und Geschäftshaus | Geschützt nach § 3(3) NDSchG               |    | Weitere Bilder |
| Burgstraße 22 51° 32′ 4″ N, 9° 56′ 18″ O                                 | Hinterhaus              | Geschützt nach § 3(3) NDSchG               |    | Weitere Bilder |
| Burgstraße 25 51° 32′ 5″ N, 9° 56′ 17″ O                                 | Wohnhaus                | Geschützt nach § 3(3) NDSchG               |    | Weitere Bilder |
| Burgstraße 32 51° 32′ 7″ N, 9° 56′ 16″ O                                 | Wohnhaus                | Geschützt nach § 3(3) NDSchG               |    | Weitere Bilder |
| Burgstraße 34 51° 32′ 7″ N, 9° 56′ 16″ O                                 | Wohnhaus                | Geschützt nach § 3(2) Einzeldenkmal NDSchG |    | Weitere Bilder |
| Burgstraße 35 51° 32′ 7″ N, 9° 56′ 16″ O                                 | Wohnhaus                | Geschützt nach § 3(2) Einzeldenkmal NDSchG |    | Weitere Bilder |
| Burgstraße 37 51° 32′ 8″ N, 9° 56′ 15″ O                                 | Wohnhaus                | Geschützt nach § 3(3) NDSchG               |    | Weitere Bilder |
| Burgstraße 37 51° 32′ 8″ N, 9° 56′ 14″ O                                 | Hinterhaus              | Geschützt nach § 3(3) NDSchG               |    | Weitere Bilder |
| Burgstraße 38 51° 32′ 7″ N, 9° 56′ 15″ O                                 | Wohnhaus                | Geschützt nach § 3(3) NDSchG               |    | Weitere Bilder |
| Burgstraße 38 51° 32′ 7″ N, 9° 56′ 14″ O                                 | Hinterhaus              | Geschützt nach § 3(3) NDSchG               |    | Weitere Bilder |
| Burgstraße 38a 51° 32′ 7″ N, 9° 56′ 15″ O                                | Wohnhaus                | Geschützt nach § 3(3) NDSchG               |    | Weitere Bilder |
| Burgstraße 39 51° 32′ 6″ N, 9° 56′ 16″ O                                 | Wohn- und Geschäftshaus | Geschützt nach § 3(3) NDSchG               |    | Weitere Bilder |
| Burgstraße 45 51° 32′ 5″ N, 9° 56′ 16″ O                                 | Wohnhaus                | Geschützt nach § 3(3) NDSchG               |    | Weitere Bilder |
| Burgstraße 46 51° 32′ 5″ N, 9° 56′ 17″ O                                 | Wohnhaus                | Geschützt nach § 3(3) NDSchG               |    | Weitere Bilder |
| Burgstraße 47 51° 32′ 5″ N, 9° 56′ 17″ O                                 | Wohnhaus                | Geschützt nach § 3(3) NDSchG               |    | Weitere Bilder |
| Burgstraße 48 51° 32′ 4″ N, 9° 56′ 17″ O                                 | Wohnhaus                | Geschützt nach § 3(3) NDSchG               |    | Weitere Bilder |
| Burgstraße 50 51° 32′ 4″ N, 9° 56′ 17″ O                                 | Wohnhaus                | Geschützt nach § 3(3) NDSchG               |    | Weitere Bilder |
| Burgstraße 50 51° 32′ 4″ N, 9° 56′ 16″ O                                 | Hinterhaus              | Geschützt nach § 3(3) NDSchG               |    | Weitere Bilder |
| Burgstraße 51 51° 32′ 1″ N, 9° 56′ 19″ O                                 | Universitätsgebäude     | Geschützt nach § 3(3) NDSchG               |    | Weitere Bilder |
| Burgstraße 52 51° 32′ 0″ N, 9° 56′ 19″ O                                 | Wohnhaus                | Geschützt nach § 3(3) NDSchG               |    | Weitere Bilder |

### Friedrichstraße
| Lage                                           | Bezeichnung    | Beschreibung                 | ID | Bild           |
| ---------------------------------------------- | -------------- | ---------------------------- | -- | -------------- |
| Friedrichstraße 2 51° 32′ 4″ N, 9° 56′ 23″ O   | Wohnhaus       | Geschützt nach § 3(3) NDSchG |    | Weitere Bilder |
| Friedrichstraße 3-4 51° 32′ 3″ N, 9° 56′ 22″ O | Alte Hauptpost | Geschützt nach § 3(3) NDSchG |    | Weitere Bilder |

### Jacobikirchhof
| Lage                                        | Bezeichnung         | Beschreibung                               | ID | Bild           |
| ------------------------------------------- | ------------------- | ------------------------------------------ | -- | -------------- |
| Jacobikirchhof 51° 32′ 6″ N, 9° 56′ 7″ O    | Platz               | Geschützt nach § 3(3) NDSchG               |    | Weitere Bilder |
| Jacobikirchhof 1 51° 32′ 7″ N, 9° 56′ 10″ O | Pfarrhaus           | Geschützt nach § 3(2) Einzeldenkmal NDSchG |    | Weitere Bilder |
| Jacobikirchhof 3 51° 32′ 7″ N, 9° 56′ 8″ O  | Wohnhaus            | Geschützt nach § 3(2) Einzeldenkmal NDSchG |    | Weitere Bilder |
| Jacobikirchhof 4 51° 32′ 6″ N, 9° 56′ 9″ O  | Kirche Sankt Jacobi | Geschützt nach § 3(2) Einzeldenkmal NDSchG |    | Weitere Bilder |

### Jüdenstraße
| Lage                                        | Bezeichnung                                                 | Beschreibung                               | ID | Bild           |
| ------------------------------------------- | ----------------------------------------------------------- | ------------------------------------------ | -- | -------------- |
| Jüdenstraße 3-3a 51° 32′ 9″ N, 9° 56′ 9″ O  | Fassade                                                     | Geschützt nach § 3(3) NDSchG               |    | Weitere Bilder |
| Jüdenstraße 3b 51° 32′ 9″ N, 9° 56′ 10″ O   | Wohnhaus                                                    | Geschützt nach § 3(3) NDSchG               |    | Weitere Bilder |
| Jüdenstraße 5 51° 32′ 5″ N, 9° 56′ 11″ O    | Wohn- und Geschäftshaus                                     | Geschützt nach § 3(3) NDSchG               |    | Weitere Bilder |
| Jüdenstraße 6 51° 32′ 4″ N, 9° 56′ 11″ O    | Wohnhaus                                                    | Geschützt nach § 3(2) Einzeldenkmal NDSchG |    | Weitere Bilder |
| Jüdenstraße 8/9 51° 32′ 3″ N, 9° 56′ 11″ O  | Wohnhaus                                                    | Geschützt nach § 3(3) NDSchG               |    | Weitere Bilder |
| Jüdenstraße 11 51° 32′ 3″ N, 9° 56′ 11″ O   | Wohnhaus                                                    | Geschützt nach § 3(3) NDSchG               |    | Weitere Bilder |
| Jüdenstraße 13 51° 32′ 2″ N, 9° 56′ 12″ O   |                                                             | Geschützt nach § 3(3) NDSchG               |    |                |
| Jüdenstraße 13c 51° 31′ 59″ N, 9° 56′ 14″ O |                                                             | Geschützt nach § 3(3) NDSchG               |    |                |
| Jüdenstraße 17 51° 32′ 2″ N, 9° 56′ 13″ O   | Wohnhaus                                                    | Geschützt nach § 3(3) NDSchG               |    | Weitere Bilder |
| Jüdenstraße 18 51° 32′ 3″ N, 9° 56′ 13″ O   | Wohnhaus                                                    | Geschützt nach § 3(3) NDSchG               |    | Weitere Bilder |
| Jüdenstraße 19 51° 32′ 3″ N, 9° 56′ 12″ O   | Wohn- und Geschäftshaus                                     | Geschützt nach § 3(3) NDSchG               |    | Weitere Bilder |
| Jüdenstraße 20 51° 32′ 3″ N, 9° 56′ 12″ O   | Wohnhaus                                                    | Geschützt nach § 3(3) NDSchG               |    | Weitere Bilder |
| Jüdenstraße 21 51° 32′ 4″ N, 9° 56′ 12″ O   | Wohnhaus                                                    | Geschützt nach § 3(3) NDSchG               |    | Weitere Bilder |
| Jüdenstraße 21 51° 32′ 4″ N, 9° 56′ 13″ O   | Hinterhaus                                                  | Geschützt nach § 3(3) NDSchG               |    | Weitere Bilder |
| Jüdenstraße 30 51° 32′ 6″ N, 9° 56′ 12″ O   | Wohnhaus- und Geschäftshaus, sogenannter Kleiner Ratskeller | Geschützt nach § 3(2) Einzeldenkmal NDSchG |    | Weitere Bilder |
| Jüdenstraße 31 51° 32′ 7″ N, 9° 56′ 11″ O   | Wohnhaus                                                    | Geschützt nach § 3(3) NDSchG               |    | Weitere Bilder |
| Jüdenstraße 32 51° 32′ 7″ N, 9° 56′ 11″ O   | Wohnhaus                                                    | Geschützt nach § 3(3) NDSchG               |    | Weitere Bilder |
| Jüdenstraße 36 51° 32′ 8″ N, 9° 56′ 11″ O   | Wohnhaus                                                    | Geschützt nach § 3(3) NDSchG               |    | Weitere Bilder |
| Jüdenstraße 37 51° 32′ 8″ N, 9° 56′ 11″ O   | Wohnhaus                                                    | Geschützt nach § 3(3) NDSchG               |    | Weitere Bilder |
| Jüdenstraße 38 51° 32′ 9″ N, 9° 56′ 11″ O   | Nebengebäude der Alten Posthalterei                         | Geschützt nach § 3(3) NDSchG               |    | Weitere Bilder |
| Jüdenstraße 39 51° 32′ 9″ N, 9° 56′ 10″ O   | Ehemalige Alte Posthalterei                                 | Geschützt nach § 3(2) Einzeldenkmal NDSchG |    | Weitere Bilder |

### Kurze-Geismar-Straße
| Lage                                                                        | Bezeichnung                                             | Beschreibung                               | ID | Bild           |
| --------------------------------------------------------------------------- | ------------------------------------------------------- | ------------------------------------------ | -- | -------------- |
| Kurze-Geismar-Straße 1 51° 31′ 48″ N, 9° 56′ 17″ O                          | Ehemalige Entbindungsklinik, sogenanntes Accouchierhaus | Geschützt nach § 3(2) Einzeldenkmal NDSchG |    | Weitere Bilder |
| Kurze-Geismar-Straße 3/5 51° 31′ 49″ N, 9° 56′ 18″ O                        | Wohnhaus                                                | Geschützt nach § 3(3) NDSchG               |    | Weitere Bilder |
| Kurze-Geismar-Straße 6 51° 31′ 49″ N, 9° 56′ 19″ O                          | Wohnhaus                                                | Geschützt nach § 3(3) NDSchG               |    | Weitere Bilder |
| Kurze-Geismar-Straße 7 51° 31′ 50″ N, 9° 56′ 18″ O                          | Wohnhaus                                                | Geschützt nach § 3(3) NDSchG               |    | Weitere Bilder |
| Kurze-Geismar-Straße 8 51° 31′ 49″ N, 9° 56′ 19″ O                          | Wohnhaus                                                | Geschützt nach § 3(3) NDSchG               |    | Weitere Bilder |
| Kurze-Geismar-Straße 9 51° 31′ 51″ N, 9° 56′ 17″ O                          | Wohnhaus                                                | Geschützt nach § 3(3) NDSchG               |    | Weitere Bilder |
| Kurze-Geismar-Straße 10 51° 31′ 49″ N, 9° 56′ 19″ O                         | Wohnhaus                                                | Geschützt nach § 3(3) NDSchG               |    | Weitere Bilder |
| Kurze-Geismar-Straße 11 51° 31′ 51″ N, 9° 56′ 17″ O                         | Wohnhaus                                                | Geschützt nach § 3(3) NDSchG               |    | Weitere Bilder |
| Kurze-Geismar-Straße 12 51° 31′ 49″ N, 9° 56′ 19″ O                         | Wohnhaus                                                | Geschützt nach § 3(3) NDSchG               |    | Weitere Bilder |
| Kurze-Geismar-Straße 13 51° 31′ 51″ N, 9° 56′ 17″ O                         | Wohnhaus                                                | Geschützt nach § 3(3) NDSchG               |    | Weitere Bilder |
| Kurze-Geismar-Straße 15 51° 31′ 52″ N, 9° 56′ 17″ O                         | Wohn- und Geschäftshaus                                 | Geschützt nach § 3(3) NDSchG               |    | Weitere Bilder |
| Kurze-Geismar-Straße 17 51° 31′ 52″ N, 9° 56′ 17″ O                         | Wohn- und Geschäftshaus                                 | Geschützt nach § 3(3) NDSchG               |    | Weitere Bilder |
| Kurze-Geismar-Straße 19 51° 31′ 52″ N, 9° 56′ 17″ O                         | Wohn- und Geschäftshaus                                 | Geschützt nach § 3(3) NDSchG               |    | Weitere Bilder |
| Kurze-Geismar-Straße 21 51° 31′ 52″ N, 9° 56′ 16″ O                         | Wohn- und Geschäftshaus                                 | Geschützt nach § 3(3) NDSchG               |    | Weitere Bilder |
| Kurze-Geismar-Straße, zwischen Hs.Nr. 22 und 24 51° 31′ 51″ N, 9° 56′ 20″ O | Weg                                                     | Geschützt nach § 3(3) NDSchG               |    |                |
| Kurze-Geismar-Straße 23 51° 31′ 52″ N, 9° 56′ 16″ O                         | Wohn- und Geschäftshaus                                 | Geschützt nach § 3(3) NDSchG               |    | Weitere Bilder |
| Kurze-Geismar-Straße 24 51° 31′ 51″ N, 9° 56′ 18″ O                         | Wohn- und Geschäftshaus                                 | Geschützt nach § 3(3) NDSchG               |    | Weitere Bilder |
| Kurze-Geismar-Straße 25 51° 31′ 53″ N, 9° 56′ 16″ O                         | Wohn- und Geschäftshaus                                 | Geschützt nach § 3(3) NDSchG               |    | Weitere Bilder |
| Kurze-Geismar-Straße 27 51° 31′ 53″ N, 9° 56′ 16″ O                         | Wohn- und Geschäftshaus                                 | Geschützt nach § 3(3) NDSchG               |    | Weitere Bilder |
| Kurze-Geismar-Straße 29 51° 31′ 53″ N, 9° 56′ 16″ O                         | Wohn- und Geschäftshaus                                 | Geschützt nach § 3(3) NDSchG               |    | Weitere Bilder |
| Kurze-Geismar-Straße 31 51° 31′ 53″ N, 9° 56′ 16″ O                         | Wohn- und Geschäftshaus                                 | Geschützt nach § 3(3) NDSchG               |    | Weitere Bilder |
| Kurze-Geismar-Straße 32 51° 31′ 54″ N, 9° 56′ 16″ O                         | Wohn- und Geschäftshaus                                 | Geschützt nach § 3(2) Einzeldenkmal NDSchG |    | Weitere Bilder |
| Kurze-Geismar-Straße 32 51° 31′ 54″ N, 9° 56′ 17″ O                         | östlicher Anbau                                         | Geschützt nach § 3(3) NDSchG               |    | Weitere Bilder |
| Kurze-Geismar-Straße 33 51° 31′ 54″ N, 9° 56′ 16″ O                         | Wohn- und Geschäftshaus                                 | Geschützt nach § 3(3) NDSchG               |    | Weitere Bilder |
| Kurze-Geismar-Straße 35 51° 31′ 54″ N, 9° 56′ 15″ O                         | Wohn- und Geschäftshaus                                 | Geschützt nach § 3(3) NDSchG               |    | Weitere Bilder |
| Kurze-Geismar-Straße 37 51° 31′ 55″ N, 9° 56′ 15″ O                         | Wohn- und Geschäftshaus                                 | Geschützt nach § 3(3) NDSchG               |    | Weitere Bilder |
| Kurze-Geismar-Straße 43 51° 31′ 56″ N, 9° 56′ 14″ O                         | Wohn- und Geschäftshaus                                 | Geschützt nach § 3(3) NDSchG               |    | Weitere Bilder |
| Kurze-Geismar-Straße 45 51° 31′ 57″ N, 9° 56′ 14″ O                         | Wohn- und Geschäftshaus                                 | Geschützt nach § 3(3) NDSchG               |    | Weitere Bilder |
| Kurze-Geismar-Straße 47 51° 31′ 57″ N, 9° 56′ 13″ O                         | Wohn- und Geschäftshaus                                 | Geschützt nach § 3(3) NDSchG               |    | Weitere Bilder |

### Lange-Geismar-Straße
| Lage                                                   | Bezeichnung                                 | Beschreibung                               | ID | Bild           |
| ------------------------------------------------------ | ------------------------------------------- | ------------------------------------------ | -- | -------------- |
| Lange-Geismar-Straße 1 51° 31′ 59″ N, 9° 56′ 25″ O     | Wohnhaus                                    | Geschützt nach § 3(3) NDSchG               |    | Weitere Bilder |
| Lange-Geismar-Straße 2 51° 31′ 59″ N, 9° 56′ 25″ O     | Wohn- und Geschäftshaus                     | Geschützt nach § 3(3) NDSchG               |    | Weitere Bilder |
| Lange-Geismar-Straße 4 51° 31′ 58″ N, 9° 56′ 24″ O     | Wohnhaus                                    | Geschützt nach § 3(3) NDSchG               |    | Weitere Bilder |
| Lange-Geismar-Straße 5 51° 31′ 58″ N, 9° 56′ 24″ O     | Wohnhaus                                    | Geschützt nach § 3(3) NDSchG               |    | Weitere Bilder |
| Lange-Geismar-Straße 6 51° 31′ 58″ N, 9° 56′ 24″ O     | Wohnhaus                                    | Geschützt nach § 3(3) NDSchG               |    | Weitere Bilder |
| Lange-Geismar-Straße 7 51° 31′ 58″ N, 9° 56′ 24″ O     | Wohnhaus                                    | Geschützt nach § 3(3) NDSchG               |    | Weitere Bilder |
| Lange-Geismar-Straße 8 51° 31′ 58″ N, 9° 56′ 24″ O     | Wohnhaus                                    | Geschützt nach § 3(3) NDSchG               |    | Weitere Bilder |
| Lange-Geismar-Straße 9 51° 31′ 57″ N, 9° 56′ 23″ O     | Wohnhaus                                    | Geschützt nach § 3(3) NDSchG               |    | Weitere Bilder |
| Lange-Geismar-Straße 11 51° 31′ 57″ N, 9° 56′ 22″ O    | Wohnhaus                                    | Geschützt nach § 3(3) NDSchG               |    | Weitere Bilder |
| Lange-Geismar-Straße 12 51° 31′ 57″ N, 9° 56′ 22″ O    | Wohnhaus                                    | Geschützt nach § 3(3) NDSchG               |    | Weitere Bilder |
| Lange-Geismar-Straße 13 51° 31′ 56″ N, 9° 56′ 22″ O    | Wohnhaus                                    | Geschützt nach § 3(3) NDSchG               |    | Weitere Bilder |
| Lange-Geismar-Straße 14 51° 31′ 56″ N, 9° 56′ 21″ O    | Wohnhaus                                    | Geschützt nach § 3(2) Einzeldenkmal NDSchG |    | Weitere Bilder |
| Lange-Geismar-Straße 15 51° 31′ 56″ N, 9° 56′ 21″ O    | Wohnhaus                                    | Geschützt nach § 3(3) NDSchG               |    | Weitere Bilder |
| Lange-Geismar-Straße 16 51° 31′ 56″ N, 9° 56′ 20″ O    | Wohnhaus                                    | Geschützt nach § 3(3) NDSchG               |    | Weitere Bilder |
| Lange-Geismar-Straße 17 51° 31′ 56″ N, 9° 56′ 20″ O    | Wohnhaus                                    | Geschützt nach § 3(3) NDSchG               |    | Weitere Bilder |
| Lange-Geismar-Straße 18 51° 31′ 55″ N, 9° 56′ 19″ O    | Wohnhaus                                    | Geschützt nach § 3(2) Einzeldenkmal NDSchG |    | Weitere Bilder |
| Lange-Geismar-Straße 19 51° 31′ 55″ N, 9° 56′ 18″ O    | Wohnhaus                                    | Geschützt nach § 3(3) NDSchG               |    | Weitere Bilder |
| Lange-Geismar-Straße 20 51° 31′ 55″ N, 9° 56′ 17″ O    | Wohnhaus                                    | Geschützt nach § 3(3) NDSchG               |    | Weitere Bilder |
| Lange-Geismar-Straße 21 51° 31′ 55″ N, 9° 56′ 17″ O    | Wohnhaus                                    | Geschützt nach § 3(3) NDSchG               |    | Weitere Bilder |
| Lange-Geismar-Straße 22 51° 31′ 55″ N, 9° 56′ 17″ O    | Wohnhaus                                    | Geschützt nach § 3(3) NDSchG               |    | Weitere Bilder |
| Lange-Geismar-Straße 23 51° 31′ 55″ N, 9° 56′ 16″ O    | Wohnhaus                                    | Geschützt nach § 3(3) NDSchG               |    | Weitere Bilder |
| Lange-Geismar-Straße 26 51° 31′ 55″ N, 9° 56′ 14″ O    | Wohnhaus                                    | Geschützt nach § 3(2) Einzeldenkmal NDSchG |    | Weitere Bilder |
| Lange-Geismar-Straße 27 51° 31′ 55″ N, 9° 56′ 14″ O    | Wohnhaus                                    | Geschützt nach § 3(3) NDSchG               |    | Weitere Bilder |
| Lange-Geismar-Straße 28 51° 31′ 55″ N, 9° 56′ 14″ O    | Wohnhaus                                    | Geschützt nach § 3(3) NDSchG               |    | Weitere Bilder |
| Lange-Geismar-Straße 29 51° 31′ 55″ N, 9° 56′ 14″ O    | Wohnhaus                                    | Geschützt nach § 3(3) NDSchG               |    | Weitere Bilder |
| Lange-Geismar-Straße 30 51° 31′ 54″ N, 9° 56′ 13″ O    | Wohnhaus                                    | Geschützt nach § 3(3) NDSchG               |    | Weitere Bilder |
| Lange-Geismar-Straße 31 51° 31′ 54″ N, 9° 56′ 13″ O    | Wohnhaus                                    | Geschützt nach § 3(3) NDSchG               |    | Weitere Bilder |
| Lange-Geismar-Straße 32 51° 31′ 54″ N, 9° 56′ 12″ O    | Wohnhaus                                    | Geschützt nach § 3(3) NDSchG               |    | Weitere Bilder |
| Lange-Geismar-Straße 33/34 51° 31′ 54″ N, 9° 56′ 12″ O | Wohnhaus                                    | Geschützt nach § 3(2) Einzeldenkmal NDSchG |    | Weitere Bilder |
| Lange-Geismar-Straße 35 51° 31′ 54″ N, 9° 56′ 11″ O    | Wohnhaus                                    | Geschützt nach § 3(3) NDSchG               |    | Weitere Bilder |
| Lange-Geismar-Straße 36 51° 31′ 54″ N, 9° 56′ 11″ O    | Wohnhaus                                    | Geschützt nach § 3(3) NDSchG               |    | Weitere Bilder |
| Lange-Geismar-Straße 37 51° 31′ 54″ N, 9° 56′ 10″ O    | Wohnhaus                                    | Geschützt nach § 3(3) NDSchG               |    | Weitere Bilder |
| Lange-Geismar-Straße 38 51° 31′ 54″ N, 9° 56′ 10″ O    | Wohnhaus                                    | Geschützt nach § 3(3) NDSchG               |    | Weitere Bilder |
| Lange-Geismar-Straße 39 51° 31′ 55″ N, 9° 56′ 9″ O     | Wohnhaus                                    | Geschützt nach § 3(3) NDSchG               |    | Weitere Bilder |
| Lange-Geismar-Straße 40 51° 31′ 55″ N, 9° 56′ 9″ O     | Wohnhaus                                    | Geschützt nach § 3(3) NDSchG               |    | Weitere Bilder |
| Lange-Geismar-Straße 41 51° 31′ 55″ N, 9° 56′ 8″ O     | Wohnhaus                                    | Geschützt nach § 3(2) Einzeldenkmal NDSchG |    | Weitere Bilder |
| Lange-Geismar-Straße 42 51° 31′ 54″ N, 9° 56′ 8″ O     | Wohn- und Geschäftshaus                     | Geschützt nach § 3(3) NDSchG               |    | Weitere Bilder |
| Lange-Geismar-Straße 45 51° 31′ 54″ N, 9° 56′ 10″ O    | Wohnhaus                                    | Geschützt nach § 3(3) NDSchG               |    | Weitere Bilder |
| Lange-Geismar-Straße 46 51° 31′ 54″ N, 9° 56′ 10″ O    | Wohnhaus                                    | Geschützt nach § 3(3) NDSchG               |    | Weitere Bilder |
| Lange-Geismar-Straße 47 51° 31′ 54″ N, 9° 56′ 11″ O    | Wohnhaus                                    | Geschützt nach § 3(3) NDSchG               |    | Weitere Bilder |
| Lange-Geismar-Straße 48 51° 31′ 54″ N, 9° 56′ 11″ O    | Wohnhaus                                    | Geschützt nach § 3(3) NDSchG               |    | Weitere Bilder |
| Lange-Geismar-Straße 49 51° 31′ 54″ N, 9° 56′ 12″ O    | Wohn- und Geschäftshaus                     | Geschützt nach § 3(3) NDSchG               |    | Weitere Bilder |
| Lange-Geismar-Straße 50 51° 31′ 54″ N, 9° 56′ 12″ O    | Wohn- und Geschäftshaus                     | Geschützt nach § 3(3) NDSchG               |    | Weitere Bilder |
| Lange-Geismar-Straße 51 51° 31′ 54″ N, 9° 56′ 13″ O    | Wohnhaus                                    | Geschützt nach § 3(3) NDSchG               |    | Weitere Bilder |
| Lange-Geismar-Straße 52 51° 31′ 54″ N, 9° 56′ 13″ O    | Wohnhaus                                    | Geschützt nach § 3(3) NDSchG               |    | Weitere Bilder |
| Lange-Geismar-Straße 53 51° 31′ 54″ N, 9° 56′ 14″ O    | Wohnhaus                                    | Geschützt nach § 3(3) NDSchG               |    | Weitere Bilder |
| Lange-Geismar-Straße 54 51° 31′ 54″ N, 9° 56′ 14″ O    | Wohnhaus                                    | Geschützt nach § 3(3) NDSchG               |    | Weitere Bilder |
| Lange-Geismar-Straße 55 51° 31′ 54″ N, 9° 56′ 14″ O    | Wohnhaus                                    | Geschützt nach § 3(3) NDSchG               |    | Weitere Bilder |
| Lange-Geismar-Straße 56 51° 31′ 54″ N, 9° 56′ 14″ O    | Wohnhaus                                    | Geschützt nach § 3(3) NDSchG               |    | Weitere Bilder |
| Lange-Geismar-Straße 57 51° 31′ 54″ N, 9° 56′ 15″ O    | Wohnhaus                                    | Geschützt nach § 3(3) NDSchG               |    | Weitere Bilder |
| Lange-Geismar-Straße 58 51° 31′ 54″ N, 9° 56′ 15″ O    | Wohnhaus                                    | Geschützt nach § 3(3) NDSchG               |    | Weitere Bilder |
| Lange-Geismar-Straße 60 51° 31′ 55″ N, 9° 56′ 17″ O    | Wohnhaus                                    | Geschützt nach § 3(3) NDSchG               |    | Weitere Bilder |
| Lange-Geismar-Straße 67 51° 31′ 55″ N, 9° 56′ 20″ O    | Wohnhaus                                    | Geschützt nach § 3(3) NDSchG               |    | Weitere Bilder |
| Lange-Geismar-Straße 69 51° 31′ 56″ N, 9° 56′ 21″ O    | Wohnhaus                                    | Geschützt nach § 3(3) NDSchG               |    | Weitere Bilder |
| Lange-Geismar-Straße 72 51° 31′ 56″ N, 9° 56′ 24″ O    | Ehemaliges Fabrikgebäude der Firma Ruhstrat | Geschützt nach § 3(3) NDSchG               |    | Weitere Bilder |
| Lange-Geismar-Straße 73 51° 31′ 56″ N, 9° 56′ 23″ O    | Ehemaliges Fabrikgebäude der Firma Ruhstrat | Geschützt nach § 3(3) NDSchG               |    | Weitere Bilder |
| Lange-Geismar-Straße 74 51° 31′ 57″ N, 9° 56′ 23″ O    | Ehemaliges Fabrikgebäude der Firma Ruhstrat | Geschützt nach § 3(3) NDSchG               |    | Weitere Bilder |
| Lange-Geismar-Straße 75 51° 31′ 57″ N, 9° 56′ 24″ O    | Wohnhaus                                    | Geschützt nach § 3(3) NDSchG               |    | Weitere Bilder |
| Lange-Geismar-Straße 76 51° 31′ 57″ N, 9° 56′ 24″ O    | Wohnhaus                                    | Geschützt nach § 3(3) NDSchG               |    | Weitere Bilder |
| Lange-Geismar-Straße 81 51° 31′ 58″ N, 9° 56′ 26″ O    | Wohnhaus                                    | Geschützt nach § 3(3) NDSchG               |    | Weitere Bilder |
| Lange-Geismar-Straße 82 51° 31′ 58″ N, 9° 56′ 26″ O    | Wohnhaus                                    | Geschützt nach § 3(3) NDSchG               |    | Weitere Bilder |

### Mauerstraße
| Lage                                       | Bezeichnung        | Beschreibung                               | ID | Bild           |
| ------------------------------------------ | ------------------ | ------------------------------------------ | -- | -------------- |
| Mauerstraße 4 51° 31′ 56″ N, 9° 56′ 12″ O  | Wohnhaus           | Geschützt nach § 3(3) NDSchG               |    | Weitere Bilder |
| Mauerstraße 5 51° 31′ 56″ N, 9° 56′ 13″ O  | Wohnhaus           | Geschützt nach § 3(3) NDSchG               |    | Weitere Bilder |
| Mauerstraße 6 51° 31′ 57″ N, 9° 56′ 15″ O  | Wohnhaus           | Geschützt nach § 3(3) NDSchG               |    | Weitere Bilder |
| Mauerstraße 7 51° 31′ 57″ N, 9° 56′ 16″ O  | Wohnhaus           | Geschützt nach § 3(3) NDSchG               |    | Weitere Bilder |
| Mauerstraße 8 51° 31′ 57″ N, 9° 56′ 16″ O  | Wirtschaftsgebäude | Geschützt nach § 3(3) NDSchG               |    | Weitere Bilder |
| Mauerstraße 19 51° 31′ 58″ N, 9° 56′ 20″ O | Wohnhaus           | Geschützt nach § 3(2) Einzeldenkmal NDSchG |    | Weitere Bilder |
| Mauerstraße 21 51° 31′ 57″ N, 9° 56′ 18″ O | Wohnhaus           | Geschützt nach § 3(3) NDSchG               |    | Weitere Bilder |

### Obere Karspüle
| Lage                                           | Bezeichnung                             | Beschreibung                               | ID | Bild           |
| ---------------------------------------------- | --------------------------------------- | ------------------------------------------ | -- | -------------- |
| Obere Karspüle 1 51° 32′ 0″ N, 9° 56′ 26″ O    | Wohnhaus                                | Geschützt nach § 3(3) NDSchG               |    | Weitere Bilder |
| Obere Karspüle 2 51° 32′ 2″ N, 9° 56′ 26″ O    | Wohnhaus                                | Geschützt nach § 3(3) NDSchG               |    | Weitere Bilder |
| Obere Karspüle 3 51° 32′ 0″ N, 9° 56′ 26″ O    | Wohnhaus                                | Geschützt nach § 3(3) NDSchG               |    | Weitere Bilder |
| Obere Karspüle 4 51° 32′ 2″ N, 9° 56′ 26″ O    | Wohnhaus                                | Geschützt nach § 3(3) NDSchG               |    | Weitere Bilder |
| Obere Karspüle 5 51° 32′ 1″ N, 9° 56′ 26″ O    | Wohnhaus                                | Geschützt nach § 3(3) NDSchG               |    | Weitere Bilder |
| Obere Karspüle 6 51° 32′ 2″ N, 9° 56′ 26″ O    | Wohnhaus                                | Geschützt nach § 3(3) NDSchG               |    | Weitere Bilder |
| Obere Karspüle 7 51° 32′ 1″ N, 9° 56′ 26″ O    | Wohnhaus                                | Geschützt nach § 3(3) NDSchG               |    | Weitere Bilder |
| Obere Karspüle 8 51° 32′ 2″ N, 9° 56′ 26″ O    | Wohnhaus                                | Geschützt nach § 3(3) NDSchG               |    | Weitere Bilder |
| Obere Karspüle 9 51° 32′ 1″ N, 9° 56′ 26″ O    | Wohnhaus                                | Geschützt nach § 3(3) NDSchG               |    | Weitere Bilder |
| Obere Karspüle 10 51° 32′ 3″ N, 9° 56′ 25″ O   | Wohnhaus                                | Geschützt nach § 3(3) NDSchG               |    | Weitere Bilder |
| Obere Karspüle 11 51° 32′ 1″ N, 9° 56′ 25″ O   | Wohnhaus                                | Geschützt nach § 3(3) NDSchG               |    | Weitere Bilder |
| Obere Karspüle 13 51° 32′ 2″ N, 9° 56′ 25″ O   | Wohnhaus                                | Geschützt nach § 3(3) NDSchG               |    | Weitere Bilder |
| Obere Karspüle 20 51° 32′ 6″ N, 9° 56′ 23″ O   | Wohnhaus                                | Geschützt nach § 3(3) NDSchG               |    | Weitere Bilder |
| Obere Karspüle 20a 51° 32′ 6″ N, 9° 56′ 23″ O  | Wohnhaus                                | Geschützt nach § 3(3) NDSchG               |    | Weitere Bilder |
| Obere Karspüle 22 51° 32′ 8″ N, 9° 56′ 21″ O   | Wohnhaus                                | Geschützt nach § 3(3) NDSchG               |    | Weitere Bilder |
| Obere Karspüle 25 51° 32′ 5″ N, 9° 56′ 22″ O   | Wohnhaus                                | Geschützt nach § 3(3) NDSchG               |    | Weitere Bilder |
| Obere Karspüle 26 51° 32′ 9″ N, 9° 56′ 20″ O   | Wohnhaus, Diakonissenhaus Alt-Bethlehem | Geschützt nach § 3(3) NDSchG               |    | Weitere Bilder |
| Obere Karspüle 27 51° 32′ 5″ N, 9° 56′ 22″ O   | Wohnhaus                                | Geschützt nach § 3(3) NDSchG               |    | Weitere Bilder |
| Obere Karspüle 28 51° 32′ 10″ N, 9° 56′ 20″ O  | Wohnhaus                                | Geschützt nach § 3(3) NDSchG               |    | Weitere Bilder |
| Obere Karspüle 30 51° 32′ 11″ N, 9° 56′ 21″ O  | Evangelisches Studienhaus               | Geschützt nach § 3(2) Einzeldenkmal NDSchG |    | Weitere Bilder |
| Obere Karspüle 31 51° 32′ 7″ N, 9° 56′ 20″ O   | Wohnhaus                                | Geschützt nach § 3(2) Einzeldenkmal NDSchG |    | Weitere Bilder |
| Obere Karspüle 33 51° 32′ 8″ N, 9° 56′ 19″ O   |                                         | Geschützt nach § 3(2) Einzeldenkmal NDSchG |    | Weitere Bilder |
| Obere Karspüle 38 51° 32′ 14″ N, 9° 56′ 18″ O  | Villa                                   | Geschützt nach § 3(2) Einzeldenkmal NDSchG |    | Weitere Bilder |
| Obere Karspüle 41 51° 32′ 12″ N, 9° 56′ 17″ O  | Wohnhaus                                | Geschützt nach § 3(3) NDSchG               |    | Weitere Bilder |
| Obere Karspüle 42 51° 32′ 15″ N, 9° 56′ 17″ O  | Wohnhaus                                | Geschützt nach § 3(3) NDSchG               |    | Weitere Bilder |
| Obere Karspüle 42a 51° 32′ 16″ N, 9° 56′ 18″ O | Nebengebäude                            | Geschützt nach § 3(3) NDSchG               |    | Weitere Bilder |
| Obere Karspüle 42a 51° 32′ 15″ N, 9° 56′ 18″ O | Wohnhaus                                | Geschützt nach § 3(3) NDSchG               |    | Weitere Bilder |
| Obere Karspüle 43 51° 32′ 12″ N, 9° 56′ 17″ O  | Wohnhaus                                | Geschützt nach § 3(2) Einzeldenkmal NDSchG |    | Weitere Bilder |
| Obere Karspüle 45 51° 32′ 13″ N, 9° 56′ 16″ O  | Wohnhaus                                | Geschützt nach § 3(2) Einzeldenkmal NDSchG |    | Weitere Bilder |
| Obere Karspüle 47 51° 32′ 14″ N, 9° 56′ 16″ O  | Logenhaus „Augusta zum goldenen Zirkel“ | Geschützt nach § 3(2) Einzeldenkmal NDSchG |    | Weitere Bilder |
| Obere Karspüle 49 51° 32′ 15″ N, 9° 56′ 16″ O  | Wohnhaus                                | Geschützt nach § 3(2) Einzeldenkmal NDSchG |    | Weitere Bilder |

### Ritterplan
| Lage                                     | Bezeichnung                                 | Beschreibung | ID | Bild           |
| ---------------------------------------- | ------------------------------------------- | --- | -- | -------------- |
| Ritterplan 4 51° 32′ 9″ N, 9° 56′ 16″ O  | Wohnhaus                                    | Geschützt nach § 3(2) NDSchG |    | Weitere Bilder |
| Ritterplan 5 51° 32′ 9″ N, 9° 56′ 18″ O  | Villa                                       | Geschützt nach § 3(3) NDSchG |    | Weitere Bilder |
| Ritterplan 6 51° 32′ 10″ N, 9° 56′ 16″ O | Schulgebäude                                | Geschützt nach § 3(3) NDSchG |    | Weitere Bilder |
| Ritterplan 7 51° 32′ 10″ N, 9° 56′ 13″ O | Sogenannter Hardenberger Hof, heute Museum  | Adelspalais, 1592 in Renaissanceformen errichtet, diente von 1619 bis 1812 als Stadthof der Familie von Hardenberg Geschützt nach § 3(2) Einzeldenkmal NDSchG |    | Weitere Bilder |
| Ritterplan 7 51° 32′ 9″ N, 9° 56′ 13″ O  | Museum                                      | Anbau an den Hardenberg Hof in Form eines Kirchenchores, 1897 Geschützt nach § 3(2) Einzeldenkmal NDSchG                                                      |    | Weitere Bilder |
| Ritterplan 7 51° 32′ 10″ N, 9° 56′ 13″ O | Sogenannter Hardenberger Hof, heute Museum  | Anbau Geschützt nach § 3(2) Einzeldenkmal NDSchG |    | Weitere Bilder |
| Ritterplan 7 51° 32′ 9″ N, 9° 56′ 13″ O  | Sogenannter Hardenberger Hof, heute Museum  | Eingefriedeter Vorplatz Geschützt nach § 3(3) NDSchG |    | Weitere Bilder |
| Ritterplan 8 51° 32′ 9″ N, 9° 56′ 12″ O  | Museum, ehemals Teil der alten Posthalterei | Geschützt nach § 3(3) NDSchG |    | Weitere Bilder |

### Rote Straße
| Lage                                                        | Bezeichnung             | Beschreibung                               | ID | Bild           |
| ----------------------------------------------------------- | ----------------------- | ------------------------------------------ | -- | -------------- |
| Rote Straße 1 51° 32′ 0″ N, 9° 56′ 19″ O                    | Wohnhaus                | Geschützt nach § 3(3) NDSchG               |    | Weitere Bilder |
| Rote Straße 2 51° 32′ 0″ N, 9° 56′ 19″ O                    | Wohnhaus                | Geschützt nach § 3(3) NDSchG               |    | Weitere Bilder |
| Rote Straße 3 51° 32′ 0″ N, 9° 56′ 19″ O                    | Wohnhaus                | Geschützt nach § 3(3) NDSchG               |    | Weitere Bilder |
| Rote Straße 4 51° 32′ 0″ N, 9° 56′ 18″ O                    | Wohnhaus                | Geschützt nach § 3(3) NDSchG               |    | Weitere Bilder |
| Rote Straße 5 51° 31′ 59″ N, 9° 56′ 17″ O                   | Wohnhaus                | Geschützt nach § 3(3) NDSchG               |    | Weitere Bilder |
| Rote Straße 6 51° 31′ 59″ N, 9° 56′ 17″ O                   | Wohnhaus                | Geschützt nach § 3(3) NDSchG               |    | Weitere Bilder |
| Rote Straße 7 51° 31′ 59″ N, 9° 56′ 17″ O                   | Wohnhaus                | Geschützt nach § 3(3) NDSchG               |    | Weitere Bilder |
| Rote Straße 8 51° 31′ 59″ N, 9° 56′ 16″ O                   | Wohn- und Geschäftshaus | Geschützt nach § 3(3) NDSchG               |    | Weitere Bilder |
| Rote Straße 9 51° 31′ 59″ N, 9° 56′ 15″ O                   | Wohn- und Geschäftshaus | Geschützt nach § 3(3) NDSchG               |    | Weitere Bilder |
| Rote Straße 10 51° 31′ 59″ N, 9° 56′ 15″ O                  | Wohnhaus                | Geschützt nach § 3(3) NDSchG               |    | Weitere Bilder |
| Rote Straße 11 51° 31′ 59″ N, 9° 56′ 14″ O                  | Wohnhaus                | Geschützt nach § 3(3) NDSchG               |    | Weitere Bilder |
| Rote Straße 12 51° 31′ 59″ N, 9° 56′ 14″ O                  | Wohn- und Geschäftshaus | Geschützt nach § 3(3) NDSchG               |    |                |
| Rote Straße 13 51° 31′ 58″ N, 9° 56′ 13″ O                  | Wohnhaus                | Geschützt nach § 3(2) Einzeldenkmal NDSchG |    |                |
| Rote Straße 14, östliches Haus 51° 31′ 58″ N, 9° 56′ 12″ O  | Wohnhaus                | Geschützt nach § 3(2) Einzeldenkmal NDSchG |    | Weitere Bilder |
| Rote Straße 14, westliches Haus 51° 31′ 58″ N, 9° 56′ 12″ O | Wohnhaus                | Geschützt nach § 3(2) Einzeldenkmal NDSchG |    | Weitere Bilder |
| Rote Straße 15 51° 31′ 58″ N, 9° 56′ 11″ O                  | Wohnhaus                | Geschützt nach § 3(2) Einzeldenkmal NDSchG |    | Weitere Bilder |
| Rote Straße 16 51° 31′ 58″ N, 9° 56′ 11″ O                  | Wohn- und Geschäftshaus | Geschützt nach § 3(3) NDSchG               |    | Weitere Bilder |
| Rote Straße 17 51° 31′ 58″ N, 9° 56′ 10″ O                  | Wohn- und Geschäftshaus | Geschützt nach § 3(3) NDSchG               |    | Weitere Bilder |
| Rote Straße 25 51° 31′ 57″ N, 9° 56′ 10″ O                  | Wohnhaus                | Geschützt nach § 3(2) Einzeldenkmal NDSchG |    | Weitere Bilder |
| Rote Straße 26 51° 31′ 57″ N, 9° 56′ 11″ O                  | Wohn- und Geschäftshaus | Geschützt nach § 3(2) Einzeldenkmal NDSchG |    | Weitere Bilder |
| Rote Straße 27 51° 31′ 58″ N, 9° 56′ 11″ O                  | Wohn- und Geschäftshaus | Geschützt nach § 3(3) NDSchG               |    | Weitere Bilder |
| Rote Straße 28 51° 31′ 58″ N, 9° 56′ 12″ O                  | Wohn- und Geschäftshaus | Geschützt nach § 3(3) NDSchG               |    | Weitere Bilder |
| Rote Straße 28a 51° 31′ 58″ N, 9° 56′ 12″ O                 | Wohn- und Geschäftshaus | Geschützt nach § 3(3) NDSchG               |    | Weitere Bilder |
| Rote Straße 29 51° 31′ 58″ N, 9° 56′ 13″ O                  | Wohnhaus                | Geschützt nach § 3(3) NDSchG               |    | Weitere Bilder |
| Rote Straße 30 51° 31′ 58″ N, 9° 56′ 14″ O                  | Wohn- und Geschäftshaus | Geschützt nach § 3(3) NDSchG               |    | Weitere Bilder |
| Rote Straße 31 51° 31′ 58″ N, 9° 56′ 14″ O                  | Wohnhaus                | Geschützt nach § 3(3) NDSchG               |    | Weitere Bilder |
| Rote Straße 32 51° 31′ 58″ N, 9° 56′ 15″ O                  | Wohnhaus                | Geschützt nach § 3(3) NDSchG               |    | Weitere Bilder |
| Rote Straße 34 51° 31′ 59″ N, 9° 56′ 17″ O                  | Wohnhaus                | Geschützt nach § 3(2) Einzeldenkmal NDSchG |    | Weitere Bilder |
| Rote Straße 37 51° 31′ 59″ N, 9° 56′ 19″ O                  | Wohnhaus                | Geschützt nach § 3(3) NDSchG               |    | Weitere Bilder |
| Rote Straße 38 51° 31′ 59″ N, 9° 56′ 19″ O                  | Wohnhaus                | Geschützt nach § 3(3) NDSchG               |    | Weitere Bilder |
| Rote Straße 40 51° 31′ 59″ N, 9° 56′ 20″ O                  | Wohnhaus                | Geschützt nach § 3(2) Einzeldenkmal NDSchG |    | Weitere Bilder |
| Rote Straße 41 51° 31′ 59″ N, 9° 56′ 21″ O                  | Wohnhaus                | Geschützt nach § 3(3) NDSchG               |    | Weitere Bilder |

### Speckstraße
| Lage                                       | Bezeichnung | Beschreibung                               | ID | Bild           |
| ------------------------------------------ | ----------- | ------------------------------------------ | -- | -------------- |
| Speckstraße 1 51° 32′ 7″ N, 9° 56′ 15″ O   | Wohnhaus    | Geschützt nach § 3(3) NDSchG               |    | Weitere Bilder |
| Speckstraße 2/3 51° 32′ 7″ N, 9° 56′ 14″ O | Wohnhaus    | Geschützt nach § 3(3) NDSchG               |    | Weitere Bilder |
| Speckstraße 5 51° 32′ 7″ N, 9° 56′ 13″ O   | Wohnhaus    | Geschützt nach § 3(3) NDSchG               |    | Weitere Bilder |
| Speckstraße 6 51° 32′ 7″ N, 9° 56′ 13″ O   | Wohnhaus    | Geschützt nach § 3(2) Einzeldenkmal NDSchG |    | Weitere Bilder |
| Speckstraße 7 51° 32′ 7″ N, 9° 56′ 13″ O   | Wohnhaus    | Geschützt nach § 3(3) NDSchG               |    | Weitere Bilder |
| Speckstraße 8 51° 32′ 6″ N, 9° 56′ 12″ O   | Wohnhaus    | Geschützt nach § 3(3) NDSchG               |    | Weitere Bilder |
| Speckstraße 9 51° 32′ 6″ N, 9° 56′ 12″ O   | Wohnhaus    | Geschützt nach § 3(3) NDSchG               |    | Weitere Bilder |
| Speckstraße 10 51° 32′ 6″ N, 9° 56′ 13″ O  | Wohnhaus    | Geschützt nach § 3(3) NDSchG               |    | Weitere Bilder |
| Speckstraße 12 51° 32′ 6″ N, 9° 56′ 14″ O  | Wohnhaus    | Geschützt nach § 3(3) NDSchG               |    | Weitere Bilder |
| Speckstraße 13 51° 32′ 6″ N, 9° 56′ 14″ O  | Wohnhaus    | Geschützt nach § 3(3) NDSchG               |    | Weitere Bilder |
| Speckstraße 14 51° 32′ 7″ N, 9° 56′ 15″ O  | Wohnhaus    | Geschützt nach § 3(3) NDSchG               |    | Weitere Bilder |

### Theaterplatz
| Lage                                       | Bezeichnung             | Beschreibung                               | ID | Bild           |
| ------------------------------------------ | ----------------------- | ------------------------------------------ | -- | -------------- |
| Theaterplatz 15 51° 32′ 6″ N, 9° 56′ 27″ O | Institut für Ethnologie | Geschützt nach § 3(2) Einzeldenkmal NDSchG |    | Weitere Bilder |

### Theaterstraße
| Lage                                           | Bezeichnung                                                   | Beschreibung                               | ID | Bild           |
| ---------------------------------------------- | ------------------------------------------------------------- | ------------------------------------------ | -- | -------------- |
| Theaterstraße 1 51° 32′ 4″ N, 9° 56′ 8″ O      | Wohn- und Geschäftshaus                                       | Geschützt nach § 3(3) NDSchG               |    | Weitere Bilder |
| Theaterstraße 2 51° 32′ 4″ N, 9° 56′ 9″ O      | Wohn- und Geschäftshaus                                       | Geschützt nach § 3(3) NDSchG               |    | Weitere Bilder |
| Theaterstraße 3 51° 32′ 4″ N, 9° 56′ 9″ O      | Wohn- und Geschäftshaus                                       | Geschützt nach § 3(3) NDSchG               |    | Weitere Bilder |
| Theaterstraße 4 51° 32′ 4″ N, 9° 56′ 10″ O     | Wohn- und Geschäftshaus                                       | Geschützt nach § 3(3) NDSchG               |    | Weitere Bilder |
| Theaterstraße 5 51° 32′ 4″ N, 9° 56′ 11″ O     | Wohn- und Geschäftshaus                                       | Geschützt nach § 3(2) Einzeldenkmal NDSchG |    | Weitere Bilder |
| Theaterstraße 6 51° 32′ 5″ N, 9° 56′ 13″ O     | Wohn- und Geschäftshaus                                       | Geschützt nach § 3(3) NDSchG               |    | Weitere Bilder |
| Theaterstraße 7 51° 32′ 5″ N, 9° 56′ 14″ O     | Wohnhaus                                                      | Geschützt nach § 3(3) NDSchG               |    | Weitere Bilder |
| vor Theaterstraße 7 51° 32′ 5″ N, 9° 56′ 14″ O | Platz                                                         | Geschützt nach § 3(3) NDSchG               |    | Weitere Bilder |
| Theaterstraße 8 51° 32′ 5″ N, 9° 56′ 16″ O     | Wohn- und Geschäftshaus                                       | Geschützt nach § 3(3) NDSchG               |    | Weitere Bilder |
| Theaterstraße 9 51° 32′ 6″ N, 9° 56′ 17″ O     | Wohn- und Geschäftshaus                                       | Geschützt nach § 3(3) NDSchG               |    | Weitere Bilder |
| Theaterstraße 10 51° 32′ 6″ N, 9° 56′ 18″ O    | Wohn- und Geschäftshaus                                       | Geschützt nach § 3(3) NDSchG               |    | Weitere Bilder |
| Theaterstraße 12 51° 32′ 6″ N, 9° 56′ 21″ O    | Villa                                                         | Geschützt nach § 3(2) Einzeldenkmal NDSchG |    | Weitere Bilder |
| Theaterstraße 13 51° 32′ 7″ N, 9° 56′ 22″ O    | Wohn- und Geschäftshaus, Verlagshaus Vandenhoeck und Ruprecht | Geschützt nach § 3(2) Einzeldenkmal NDSchG |    | Weitere Bilder |
| Theaterstraße 14 51° 32′ 7″ N, 9° 56′ 24″ O    | Wohnhaus, Institut für Ethnologie                             | Geschützt nach § 3(2) Einzeldenkmal NDSchG |    | Weitere Bilder |
| Theaterstraße 15 51° 32′ 8″ N, 9° 56′ 23″ O    | Wohnhaus                                                      | Geschützt nach § 3(2) Einzeldenkmal NDSchG |    | Weitere Bilder |
| Theaterstraße 16 51° 32′ 7″ N, 9° 56′ 19″ O    | Wohnhaus                                                      | Geschützt nach § 3(2) Einzeldenkmal NDSchG |    | Weitere Bilder |
| Theaterstraße 17a 51° 32′ 6″ N, 9° 56′ 18″ O   | Wohn- und Geschäftshaus                                       | Geschützt nach § 3(3) NDSchG               |    | Weitere Bilder |
| Theaterstraße 17b 51° 32′ 6″ N, 9° 56′ 17″ O   | Wohn- und Geschäftshaus                                       | Geschützt nach § 3(2) Einzeldenkmal NDSchG |    | Weitere Bilder |
| Theaterstraße 18 51° 32′ 6″ N, 9° 56′ 15″ O    | Wohn- und Geschäftshaus                                       | Geschützt nach § 3(2) Einzeldenkmal NDSchG |    | Weitere Bilder |
| Theaterstraße 19 51° 32′ 6″ N, 9° 56′ 15″ O    | Wohn- und Geschäftshaus                                       | Geschützt nach § 3(2) Einzeldenkmal NDSchG |    | Weitere Bilder |
| Theaterstraße 20 51° 32′ 6″ N, 9° 56′ 14″ O    | Wohn- und Geschäftshaus                                       | Geschützt nach § 3(3) NDSchG               |    | Weitere Bilder |
| Theaterstraße 21 51° 32′ 6″ N, 9° 56′ 14″ O    | Wohn- und Geschäftshaus                                       | Geschützt nach § 3(3) NDSchG               |    | Weitere Bilder |
| Theaterstraße 21a 51° 32′ 5″ N, 9° 56′ 13″ O   | Wohn- und Geschäftshaus                                       | Geschützt nach § 3(3) NDSchG               |    | Weitere Bilder |
| Theaterstraße 22 51° 32′ 5″ N, 9° 56′ 13″ O    | Wohn- und Geschäftshaus                                       | Geschützt nach § 3(3) NDSchG               |    | Weitere Bilder |
| Theaterstraße 23 51° 32′ 5″ N, 9° 56′ 12″ O    | Wohn- und Geschäftshaus                                       | Geschützt nach § 3(2) Einzeldenkmal NDSchG |    | Weitere Bilder |
| Theaterstraße 24 51° 32′ 5″ N, 9° 56′ 10″ O    | Wohn- und Geschäftshaus                                       | Geschützt nach § 3(3) NDSchG               |    | Weitere Bilder |
| Theaterstraße 25 51° 32′ 5″ N, 9° 56′ 9″ O     | Wohn- und Geschäftshaus                                       | Geschützt nach § 3(3) NDSchG               |    | Weitere Bilder |
| Theaterstraße 26 51° 32′ 5″ N, 9° 56′ 9″ O     | Wohn- und Geschäftshaus                                       | Geschützt nach § 3(3) NDSchG               |    | Weitere Bilder |
| Theaterstraße 27 51° 32′ 4″ N, 9° 56′ 8″ O     | Wohnhaus                                                      | Geschützt nach § 3(3) NDSchG               |    | Weitere Bilder |

### Untere Karspüle
| Lage                                           | Bezeichnung                                                            | Beschreibung                                                    | ID | Bild           |
| ---------------------------------------------- | ---------------------------------------------------------------------- | --------------------------------------------------------------- | -- | -------------- |
| Untere Karspüle 1a 51° 32′ 16″ N, 9° 56′ 15″ O | Wohnhaus                                                               | Geschützt nach § 3(3) NDSchG                                    |    | Weitere Bilder |
| Untere Karspüle 1a 51° 32′ 16″ N, 9° 56′ 15″ O | Nebengebäude                                                           | Geschützt nach § 3(3) NDSchG                                    |    | Weitere Bilder |
| Untere Karspüle 1 51° 32′ 16″ N, 9° 56′ 12″ O  | Alter Botanischer Garten, Gewächshaus                                  | Sogenanntes Farnhaus Geschützt nach § 3(2) Einzeldenkmal NDSchG |    | Weitere Bilder |
| Untere Karspüle 1 51° 32′ 16″ N, 9° 56′ 11″ O  | Alter Botanischer Garten, Gewächshaus                                  | Sogenanntes Ericaeenhaus Geschützt nach § 3(3) NDSchG           |    | Weitere Bilder |
| Untere Karspüle 1 51° 32′ 16″ N, 9° 56′ 10″ O  | Alter Botanischer Garten, Gewächshaus                                  | Sogenannte Orangerie Geschützt nach § 3(3) NDSchG               |    | Weitere Bilder |
| Untere Karspüle 1 51° 32′ 16″ N, 9° 56′ 9″ O   | Alter Botanischer Garten, Gewächshaus                                  | Sogenanntes Regenwaldhaus Geschützt nach § 3(3) NDSchG          |    | Weitere Bilder |
| Untere Karspüle 1 51° 32′ 16″ N, 9° 56′ 8″ O   | Alter Botanischer Garten, Gewächshaus                                  | Sogenanntes Cycadeenhaus Geschützt nach § 3(3) NDSchG           |    | Weitere Bilder |
| Untere Karspüle 1 51° 32′ 16″ N, 9° 56′ 7″ O   | Alter Botanischer Garten, Gewächshaus                                  | Sogenanntes Araceenhaus Geschützt nach § 3(3) NDSchG            |    | Weitere Bilder |
| Untere Karspüle 2 51° 32′ 14″ N, 9° 56′ 8″ O   | Albrecht-von-Haller Institut für Pflanzenwissenschaften, Südwestflügel | Geschützt nach § 3(2) Einzeldenkmal NDSchG                      |    | Weitere Bilder |
| Untere Karspüle 3 51° 32′ 13″ N, 9° 56′ 8″ O   | Wohnhaus                                                               | Geschützt nach § 3(3) NDSchG                                    |    | Weitere Bilder |
| Untere Karspüle 4 51° 32′ 13″ N, 9° 56′ 7″ O   | Wohnhaus                                                               | Geschützt nach § 3(3) NDSchG                                    |    | Weitere Bilder |
| Untere Karspüle 5 51° 32′ 13″ N, 9° 56′ 7″ O   | Wohnhaus                                                               | Geschützt nach § 3(3) NDSchG                                    |    | Weitere Bilder |
| Untere Karspüle 6 51° 32′ 13″ N, 9° 56′ 7″ O   | Wohnhaus                                                               | Geschützt nach § 3(3) NDSchG                                    |    | Weitere Bilder |
| Untere Karspüle 7 51° 32′ 13″ N, 9° 56′ 6″ O   | Wohnhaus                                                               | Geschützt nach § 3(3) NDSchG                                    |    | Weitere Bilder |
| Untere Karspüle 8 51° 32′ 12″ N, 9° 56′ 6″ O   | Wohnhaus                                                               | Geschützt nach § 3(3) NDSchG                                    |    | Weitere Bilder |
| Untere Karspüle 9 51° 32′ 12″ N, 9° 56′ 6″ O   | Wohn- und Geschäftshaus                                                | Geschützt nach § 3(3) NDSchG                                    |    | Weitere Bilder |
| Untere Karspüle 11 51° 32′ 12″ N, 9° 56′ 8″ O  | Reformierte Kirche                                                     | Geschützt nach § 3(2) Einzeldenkmal NDSchG                      |    | Weitere Bilder |
| Untere Karspüle 14 51° 32′ 16″ N, 9° 56′ 15″ O | Wohnhaus                                                               | Geschützt nach § 3(3) NDSchG                                    |    | Weitere Bilder |
| Untere Karspüle 14 51° 32′ 16″ N, 9° 56′ 16″ O | Nebengebäude                                                           | Geschützt nach § 3(3) NDSchG                                    |    | Weitere Bilder |

### Wendenstraße
| Lage                                        | Bezeichnung                   | Beschreibung                 | ID | Bild           |
| ------------------------------------------- | ----------------------------- | ---------------------------- | -- | -------------- |
| Wendenstraße 2 51° 32′ 0″ N, 9° 56′ 25″ O   | Wohnhaus                      | Geschützt nach § 3(3) NDSchG |    | Weitere Bilder |
| Wendenstraße 4 51° 32′ 0″ N, 9° 56′ 25″ O   | Wohnhaus                      | Geschützt nach § 3(3) NDSchG |    | Weitere Bilder |
| Wendenstraße 5 51° 32′ 0″ N, 9° 56′ 24″ O   | Wohn- und Geschäftshaus       | Geschützt nach § 3(3) NDSchG |    | Weitere Bilder |
| Wendenstraße 5b 51° 31′ 59″ N, 9° 56′ 22″ O | Wohnhaus                      | Geschützt nach § 3(3) NDSchG |    | Weitere Bilder |
| Wendenstraße 6 51° 31′ 59″ N, 9° 56′ 21″ O  | Wohnhaus                      | Geschützt nach § 3(3) NDSchG |    | Weitere Bilder |
| Wendenstraße 7 51° 31′ 59″ N, 9° 56′ 21″ O  | Wohnhaus                      | Geschützt nach § 3(3) NDSchG |    | Weitere Bilder |
| Wendenstraße 8a 51° 31′ 59″ N, 9° 56′ 22″ O | Ehemaliges Verwaltungsgebäude | Geschützt nach § 3(3) NDSchG |    | Weitere Bilder |
| Wendenstraße 9 51° 31′ 59″ N, 9° 56′ 24″ O  | Wohnhaus                      | Geschützt nach § 3(3) NDSchG |    | Weitere Bilder |
| Wendenstraße 11 51° 31′ 59″ N, 9° 56′ 25″ O | Wohnhaus                      | Geschützt nach § 3(3) NDSchG |    | Weitere Bilder |

### Wilhelmsplatz
| Lage                                       | Bezeichnung                                                   | Beschreibung                               | ID | Bild           |
| ------------------------------------------ | ------------------------------------------------------------- | ------------------------------------------ | -- | -------------- |
| Wilhelmsplatz 51° 32′ 1″ N, 9° 56′ 17″ O   | Platz                                                         | Geschützt nach § 3(3) NDSchG               |    | Weitere Bilder |
| Wilhelmsplatz 51° 32′ 1″ N, 9° 56′ 17″ O   | Denkmal Wilhelm IV                                            | Geschützt nach § 3(3) NDSchG               |    | Weitere Bilder |
| Wilhelmsplatz 1 51° 32′ 2″ N, 9° 56′ 17″ O | Universitätsgebäude, Aula                                     | Geschützt nach § 3(2) Einzeldenkmal NDSchG |    | Weitere Bilder |
| Wilhelmsplatz 2 51° 32′ 1″ N, 9° 56′ 15″ O | Verwaltungsgebäude, Ehemalige Justizkanzlei                   | Geschützt nach § 3(3) NDSchG               |    | Weitere Bilder |
| Wilhelmsplatz 3 51° 32′ 0″ N, 9° 56′ 16″ O | Universitätsgebäude, Ehemals sogenannte Rohnsche Restauration | Geschützt nach § 3(3) NDSchG               |    | Weitere Bilder |
| Wilhelmsplatz 4 51° 32′ 1″ N, 9° 56′ 18″ O | Universitätsgebäude                                           | Geschützt nach § 3(3) NDSchG               |    | Weitere Bilder |